# Joanna Orska
Joanna Orska (ur. 1973) – polska krytyczka i historyczka literatury, doktorka habilitowana.
Jest pracownicą naukową w Instytucie Filologii Polskiej Uniwersytetu Wrocławskiego. Habilitację z literaturoznawstwa uzyskała w 2014. Recenzje i artykuły publikuje w „Odrze”, „Nowych Książkach”, „Studium”. Nominowana do Nagrody Literackiej Gdynia 2007 za Liryczne narracje. Nowe tendencje w poezji polskiej 1989–2006. Mieszka we Wrocławiu.

## Twórczość
- Liryczne narracje. Nowe tendencje w poezji polskiej 1989–2006
- Przełom awangardowy w dwudziestowiecznym modernizmie w Polsce
- Republika poetów. Poetyckość i polityczność w krytycznej praktyce
- Performatywy. Składnia/retoryka, gatunki i programy poetyckiego konstruktywizm[3] (2019)